# خیارزار
خیارزار، روستایی است از توابع بخش شبانکاره در شهرستان دشتستان استان بوشهر ایران.

## جمعیت
این روستا در دهستان شبانکاره قرار داشته و براساس سرشماری سال ۱۳۸۵ جمعیت آن ۳۷۵نفر (۷۸خانوار) می‌باشد.